# Trịnh Tấn Nhanh
Trịnh Tấn Nhanh (ur. ?) – wietnamski lekkoatleta, młociarz.
Wielokrotny mistrz i rekordzista kraju.

## Rekordy życiowe
- Rzut młotem – 50,41 (2012) były rekord Wietnamu